# 21680 Річардшвартц
21680 Річардшвартц (21680 Richardschwartz) — астероїд головного поясу, відкритий 9 вересня 1999 року.
Тіссеранів параметр щодо Юпітера — 3,333.